# 华中科技大学计算机科学与技术学院
华中科技大学计算机科学与技术学院，始建於1973年，前身为华中工学院计算机科学与工程系。

## 历史沿革
- 1960年，原华中工学院创办电子计算机专业，1962年因全国专业调整停办，1970年得以恢复；
- 1973年，在机械工程一系建立电子精密机械专业，后改名计算机外部设备专业；
- 1974年，在无线电工程一系建立计算机软件专业；
- 1975年，组建电子工程三系；
- 1979年2月，成立计算机科学与工程系，统领电子计算机专业、计算机软件专业和计算机外部设备专业；
- 1997年，与计算中心合并，建立华中理工大学计算机科学与技术学院；
- 2000年，原武汉城市建筑学院计算机及应用专业及原武汉职工科技大学计算机系并入，改为现名。[1][2]